# 永井健一
永井 健一（ながい けんいち、1946年 - ）は、日本の機械工学者。群馬大学名誉教授。元日本機械学会機械力学・計測制御部門長。

## 人物・経歴
1967年平工業高等専門学校（現福島工業高等専門学校）機械工学科卒業。1970年茨城大学工学部精密工学科卒業。1976年東北大学大学院工学研究科機械工学専攻博士課程修了。工学博士。群馬大学工業短期大学部機械工学科講師。1977年群馬大学工業短期大学部機械工学科助教授。1989年群馬大学工学部機械システム工学助教授。1990年文部省在外研究員（コーネル大学）。1991年文部省在外研究員（ダルムシュタット工科大学、ポーランド科学アカデミー基礎工学研究所）。1996年群馬大学工学部機械システム工学科教授。2007年群馬大学大学院工学研究科機械システム工学専攻教授。日本機械学会機械力学・計測制御部門長。2012年定年退職。群馬大学名誉教授。

## 著書
- 『ダイナミクスのシステム解析 : エネルギー法による機械の構造振動からカオスまで』森北出版 2000年
- 『システム計測工学 : ポイントでわかる機械計測の基礎と実践』森北出版 2011年